# Longhorn

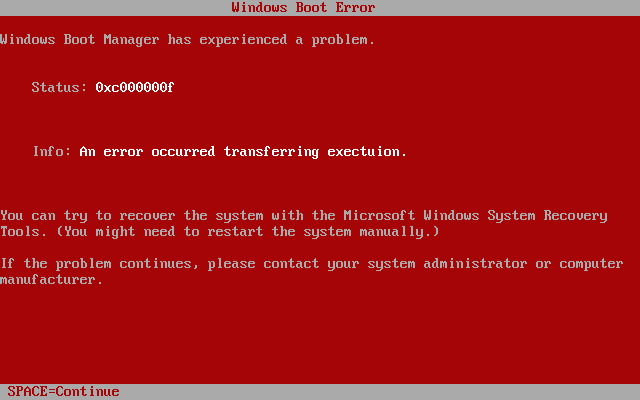
Red Screen of Death w Longhorn

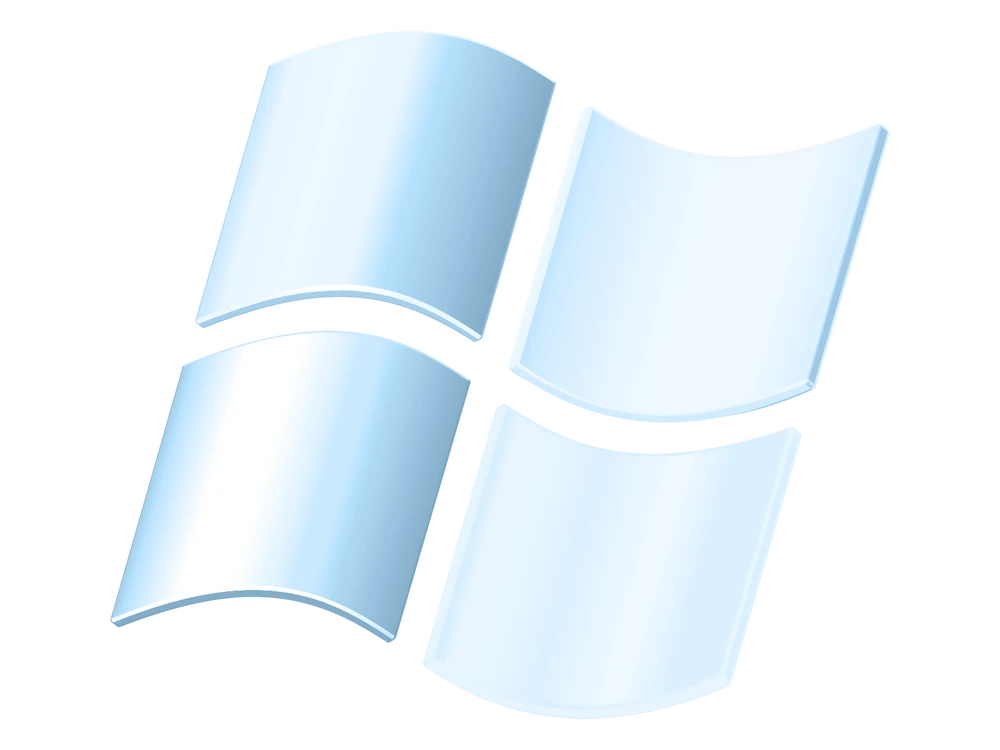
Logo Longhorn

Longhorn – projekt systemu operacyjnego firmy Microsoft, który pierwotnie miał być następcą Windows XP oraz Server 2003. System ten miał mieć premierę w 2004 roku, była ona wielokrotnie przekładana. W 2005 roku projekt został wstrzymany, a następnie Microsoft na nowo rozpoczął pracę nad  Longhornem, który nosił nazwę Windows Vista. Nazwa kodowa Longhorn przetrwała potem jako nazwa kodowa Visty, oraz w projekcie Windows Server Codename „Longhorn”, który po ukończeniu stał się systemem Server 2008.
Wiele osób myli te dwa projekty, lecz poza nazwą, nie mają one ze sobą nic więcej wspólnego.

## Wersje alpha Longhorna, które wyciekły do sieci lub zostały wydane przez Microsoft
W roku 2002 kilka miesięcy po premierze Windows XP Microsoft ogłosił, że rozpoczął prace nad systemem, który miał wywołać taką samą fascynację jak podczas premiery Windows 95. Zapowiedziano, że nowy Windows będzie miał nazwę kodową „Longhorn”. Pierwsze zrzuty ekranu z Longhorna pokazano podczas prezentacji buildu 3683, 20 października 2002 ta wersja systemu wyciekła do sieci.

### Milestone 3

#### Build3683
Kompilacja 3683 nie wydaje się być dużo zmieniona w porównaniu do Windows XP, choć posiadała dość dużo nowości. Pojawił się Sidebar, który znalazł się po prawej stronie ekranu. Sidebar różnił się dość znacznie od tego późniejszego z systemu Windows Vista, był zintegrowany z paskiem zadań, mógł nawet posiadać funkcję całego paska zadań. Sidebar miał pełnić funkcje informacyjne. Kolejna nowość dodana do 3683 to nowy wizualny styl nazwany „Plex”. Był całkowicie niebieski i ciemniejszy w porównaniu do stylu „Luna” w Windows XP, który miał trzy kolory: oliwkowy i niebieski oraz srebrny. Od początku w systemie zintegrowane były kolejne wersje WinFS, jednak w praktyce każdy kto chciał potestować każdy build Longhorna dłużej musiał go wyłączać, gdyż działał wolno i powodował w skrajnych wypadkach utratę danych. Pojawił się także zamiennik Menadżera urządzeń, zintegrowany z eksploratorem, który potem usunięto w Viście, lecz znów powrócono do niego w systemie Windows 7. W Windows 7 powrócono także do części funkcjonalności WinFS, czyli bibliotek.

#### Build 3706
Kompilacja 3706 nie posiadała większych zmian w porównaniu do 3683. „Plex” został domyślnym stylem wizualnym. Wersja ta miała częściowo działający nowy silnik kompozycji pulpitu (Desktop Composition Engine), który dostarczał specjalnych efektów i innych elementów wizualnych w Windows. Była to pierwsza próba implementacji wyglądu Aero. Choć teoretycznie DCE miało dużo większe możliwości porównywalne do Compiza w Linuksie nie wykorzystano tego w późniejszych kompilacjach. DCE w tej wersji nie był jeszcze w pełni funkcjonalny.

#### Build 3718
Kompilacja 3718 jest kolejną, która wyciekła do sieci, choć dużo później niż poprzednie. Jest to jedna z najbardziej popularnych wersji wśród kolekcjonerów z powodu jej zadziwiającej jak na wersję testową stabilności i kompatybilności sprzętu i aplikacji. Posiadała ona już funkcjonalny silnik kompozycji pulpitu (Desktop Composition Engine). Sidebar miał teraz przezroczyste tło, pod którym prześwitywała lekko rozmyta tapeta (jeden z efektów nowego DCE). Funkcjonalnie miał te same funkcje, co w poprzednim wydaniu Longhorna (3706).
Od buildu 3683 do 3718 duża część Longhorna była wizualnie taka sama i pracowała tak samo jak Windows XP. W następnych wydaniach systemu Microsoft postanowił dodać nowe technologie i zmienić strukturę systemu tak, żeby nie był podobny do XP oraz żeby w niedługim czasie wydać wersję finalną.

### Milestone 4

#### Build 4000
W kompilacji oznaczonej numerkiem 4000 wprowadzono zupełnie nową metodę instalacji. Była ona prostsza niż w poprzednich wersjach. Nowy instalator opiera się na plikach WIM. Plik taki zawiera już fabrycznie zainstalowaną kopię systemu Windows (obraz dysku), która miała być skopiowana na dysk twardy, po restarcie następuje wykrywanie sprzętu a następnie instalacja zostaje zakończona. Metoda ta miała przyspieszyć instalację systemu Windows, ale w tej i kolejnych kompilacjach aż do 4051 jeszcze trwało to wolno w porównaniu do tego, co Microsoft zaprezentował w następnych wersjach. Kompilacja 4008 posiadała interfejs DCE, lecz włączało się go trudniej, niż w kompilacji 3718; pasek boczny był taki sam. Ekran logowania pozostał taki sam, jak w 3718. Usunięto możliwość doinstalowania programu Media Center. Bootscreen (ekran ładowania systemu) systemu wciąż był identyczny, jak w Windows XP. Wszystko zaczęło zmieniać się w kompilacji 4015.

#### Build 4011
Kompilacja 4011 wyciekła w 2006 roku po 3 latach od skompilowania. Niewiele osób zdecydowało się ściągnąć tę wersję, ponieważ nie posiadała zbyt wielu unikalnych funkcji. Pod względem funkcjonalności i wyglądu znajdowała się pomiędzy kompilacjami 4008 i 4015. Wersja ta posiadała uszkodzony Windows PE i podczas próby uruchomienia instalacji systemu, instalator zwracał błąd "Debug Assertion Failed". Powodem były błędy w kompilacji WinPE w laboratorium firmy Microsoft.

### Milestone 5

#### Build 4015
W kompilacji 4015 pojawił się nowy interfejs paska zadań. Pola uruchomionych programów domyślnie umieszczane były na środku paska (dawniej od lewej do prawej), od kompilacji 4051 zrezygnowano z tego. zmienił się także styl okien, przypominał teraz bardziej ten z Windows XP oprócz kolorystyki, która dalej była ciemnoniebieska. Tak zmodyfikowany styl "Plex" był widoczny w kolejnych kompilacjach aż do 4039. Lekko zmieniono okno konfiguracyjne sidebara.

#### Build 4029
Kompilacja 4029 wizualnie była podobna do 4015. Wprowadzono jednak wiele drobnych zmian funkcjonalności. Wprowadzono nową przeglądarkę obrazów, lekko zmieniono interfejs nagrywania dysków CD i Explorera. Pojawiła się opcja prezentacji plików w formie karuzeli i wbudowany standardowo menedżer pobierania plików w Internet Explorerze, który nie występował nigdzie indziej w żadnych wersjach IE oprócz tej w Longhornie. Z ekranu logowania, także lekko zaktualizowanego przeniesiono tapetę i uczyniono ją domyślną w systemie. Pasek boczny otrzymał panel programu Windows Media Player i uaktualniony zegar. Pojawił się Outlook Express 7, który potem został anulowany wraz z całym Longhornem i został zastąpiony programem Poczta systemu Windows (Windows Mail).

#### Build 4028
Kompilacja 4028 była serwerową odmianą buildu 4029, nowszą o niecałe dwa tygodnie, mimo że oznaczoną numerkiem mniejszym.
Praktycznie cała funkcjonalność serwerowa pochodziła z Windows Server 2003. Klasyczny, szary skin paska bocznego zmieniał się w zależności od tego jaki wybrano styl w systemie (klasyczny lub plex). W innych wersjach nie da się zmienić tła paska bocznego bez edycji plików systemowych.

### Milestone 6

#### Build 4033
Windows Longhorn Build 4033 posiadał zmieniony interfejs w porównaniu do poprzednich wydań. Zawierał czerwoną tapetę „Red Aurora”.

#### Build 4039
Długo po innych wyciekach systemu Windows Longhorn pojawił się kolejny build. Przez kilka lat ktoś posiadał tę wersję, udostępniając ją dopiero w sierpniu 2007 roku. Kompilacja 4039 jest identyczna pod względem wyglądu do 4033 z wyjątkiem przycisków nawigacyjnych, które zostały uaktualnione do tych, które można znaleźć w kompilacji 4051. Aero dokonuje swojego debiutu w postaci takiej, jaką znamy z Visty, ale jest jeszcze wadliwe i niestabilne. Oprócz kompilacji 4039 pełne Aero posiada jeszcze tylko znany build 4074 i 4066. Pojawiła się także wczesna wersja Phodeo (trójwymiarowa prezentacja zdjęć oraz ikon i folderów). Jest ona równie niestabilna w działaniu.

#### Build 4051
Kompilacja oznaczona numerem 4051 była pierwszą oficjalnie udostępnioną przez Microsoft uczestnikom konferencji WinHEC i PDC 2003, oraz subskrybentom TechNetu i MSDN. Dotychczasowe kompilacje jedynie wyciekały nieoficjalnie do sieci P2P. W tej wersji całkowicie przeprojektowano wygląd, zupełnie zmieniono styl wizualny i grafiki. Nowy styl nosił nazwę „Slate” i był w nietypowej jak do tej pory na systemy Windows czarnej barwie. Paski adresu, paski tytułów zostały zwężone, sposób wyświetlania menu także się zmienił. Instalator stał się szybszy i bardziej funkcjonalny. Elementy takie jak WinFS ciągle były niestabilne i zabierały dużo zasobów systemowych. Prawdziwym koszmarem dla szerszej niż do tej pory grupy testerów stała się obsługa sieci. Protokół TCP/IP był pisany od nowa i konfiguracja sieci była bardzo utrudniona. Nie działało m.in. stałe przypisywanie IP do karty sieciowej.

#### Build 4053
Kompilacja 4053 nie różniła się prawie niczym względem 4051. Posiadała jednak częściowo poprawioną obsługę sieci i zabierała zauważalnie mniej pamięci.

#### Build 4066
Kompilacja 4066 wyciekła dopiero pod koniec 2008 roku, a więc przez 4 lata pozostawała gdzieś w zasobach Microsoftu. Była to wersja serwerowa. Funkcje serwerowe były takie same jak w buildzie 4028. Sam system pod względem rozwoju był podobny bardziej do kompilacji 4074 niż 4053, posiadał rozwiązania, które usunięto potem w kompilacji 4074 z powodu zbyt niestabilnego działania. Wersja ta miała w przeciwieństwie do 4074, phoedo, panel sidebara kontrolujący program Windows Media Player, oraz nową eksperymentalną i niestabilną wersje tego programu która pojawiła się jeszcze w kompilacji 4093, była oparta na podobnej zasadzie mini odtwarzacza do Windows Media Playera 12 w Windows 7. Oprócz Slate dodano nowy styl „Jade”. Jedynie ten styl był kompatybilny z Aero, które posiadała ta kompilacja, jednak tylko w zielonej wersji, aby je uruchomić wystarczyło wcisnąć kombinację klawiszy CTRL+F9. Brakowało tapety domyślnej. Był to bardzo niestabilny build.

### Milestone 7

#### Build 4074
Kompilacja 4074 była drugą i ostatnią wersją klasycznego Longhorna oficjalnie udostępnioną przez Microsoft latem 2004 roku subskrybentom TechNetu i MSDN. Była to niewątpliwie najpopularniejsza kompilacja tego systemu, która jest nawet do dziś używana i modyfikowana przez wielu fanów. Powstała nawet specjalna scena fanów klasycznego Longhorna, głównie poświęcona tej kompilacji. Powodem takiej popularności tej kompilacji był reset prac nad Longhornem, przez ponad rok po 4074 nie wyciekła żadna inna 32 bitowa kompilacja.
Wersja ta była bardziej dopracowana niż 4066, poprawiono eksplorator, który teraz wyświetlał foldery w podobnej formie jak Eksplorator w Windows Vista. Był to ostatni build posiadający Aero, które zostało bardziej dopracowane, przypominając to z Visty, chociaż wymagało o wiele słabszej karty graficznej. Do podstawowych efektów przezroczystości wystarczyło jedynie, aby była kompatybilna z DirectX 7, do pełnych efektów rozmycia i animacji okien trzeba było już karty takiej jak do Aero w Viście. Dodano więcej paneli Sidebara, jednak część była tylko graficznymi niefunkcjonalnymi prototypami. Poprawiono ostatecznie obsługę sieci, wprowadzono nowy model sterowników LDDM, czyli wczesną wersje WDDM, dzięki którym obsługa Aero poprawiała się, dorównywając nawet szybkości pierwszej i drugiej becie Visty. Sterowniki takie aktywowały także wiele nowych funkcji, takich jak animowany ekran uruchamiania systemu w 32 bitowej palecie barw i w wysokiej rozdzielczości, technicznie podobny do tego który zastosowano w Windows 7, niestety było bardzo mało sterowników LDDM dla tej kompilacji. Dodano także system zarządzania powiadomieniami systemowymi trochę podobny do Action Center z najnowszego systemu Microsoftu.
Kompilacja ta była dość stabilna, jednak WinFS ciągle brało dużo zasobów systemowych i z tego powodu często było wyłączane. Z wyłączonym WinFS wiele funkcji Longhorna było także wyłączonych. Kompilacja miała kilka drobnych, lecz uciążliwych błędów (np. nie można było utworzyć nowego folderu), pojawiały się także wycieki pamięci. Wiele z tych błędów zostało poprawionych poprzez nieoficjalne poprawki robione przez użytkowników.

#### Build 4083
Kompilacja 4083 wyciekła jedynie w 64-bitowej wersji, która opierała się w dużym stopniu na Windows XP x64 Edition. Wcześniejsze kompilacje 4051 i 4074 wyciekły w obu wersjach, 32- i 64-bitowej. Były to jedyne wycieki wersji na tę platformę. Wersje 64 bitowe Longhorna były zupełnie inne od wersji 32 bitowych, nie posiadały większości technologii wprowadzonych we wcześniejszych kompilacjach, takich jak WinFS, były też wycięte z elementów opartych na .NET Framework, a więc Sidebara, i co za tym idzie Eksplorator nie był tak funkcjonalny jak w 32-bitowych kompilacjach. Były bardzo ograniczone i słusznie porównywane do Windows XP x64 z innym skinem. W 2004 roku systemy 64-bitowe dopiero raczkowały i wsparcie producentów sprzętu było niewielkie. Z tych powodów kompilacja ta nie zdobyła takiej popularności jak poprzedniczka. Ponadto była wysoce niestabilna.

#### Build 4093
Kompilacja 4093 była kresem klasycznego Longhorna. Podobnie jak buildy 4039 i 4066 wyciekła później. Posiadała wiele zmian względem kompilacji 4074 m.in. wczesną wersje rozpoznawania mowy, zaktualizowaną, lecz ciągle wczesną wersję beta .NET Framework 2.0, Phoedo z nowymi funkcjami, oraz Windows Movie Maker 3.0 oparty na Windows Presentiation Foundation (Avalon). W całym systemie widać było szereg drobnych zmian. Niestety, był to najbardziej niestabilny build Longhorna, wykazujący ogromną liczbę błędów.

#### Build 4094
Build 4094 został wspomniany w kilku buildlistach. Był to jeden z ostatnich buildów Longhorna, który został skompilowany przed zresetowaniem rozwoju.

## Reset prac nad Longhornem
Los projektu Windows Longhorn został przesądzony jeszcze przed skompilowaniem ostatniego znanego buildu 4093. Przez cały rok 2004 w systemie Windows XP oraz programie Internet Explorer wykryto wiele luk w zabezpieczeniach, które musiały zostać poprawione. Przy opracowywaniu pakietu Service Pack 2 dla Windows XP przeniesiono wielu programistów tworzących do tej pory Longhorna. Z tego powodu system rozwijał się znacznie wolniej, a cały projekt stał się trudny do opanowania i zawierał zbyt wiele błędów. We wrześniu 2004 roku podjęto decyzję, aby zacząć tworzyć system od nowa na bazie systemu Server 2003. Nowe kompilacje dla odróżnienia były oznaczone numerem od 5000 wzwyż i przez pewien czas nadal były nazywane Longhorn, choć były zupełnie inne pod względem technicznym. Przez następny rok przeniesiono część elementów ze „starego” do „nowego” Longhorna, choć wiele z nich, takich jak WinFS czy sidebar zintegrowany z eksploratorem, zostało porzuconych. Z tego powodu wiele osób uważa, że system Windows Vista, który w prostej linii wywodzi się ze zresetowanego projektu, nie jest tym, czym miał być w zamierzeniu. Wiele z porzuconych składników powróciło w systemie Windows 7, jednak w szczątkowej formie – jak np. Biblioteki.

## Licencja i legalność
Windows Longhorn był oparty na 180 dniowej licencji ewaluacyjnej EULA. Część osób mylnie uważa, że projekt został porzucony przez Microsoft i powinien być traktowany jako abandonware, co nie jest prawdą, gdyż każdy projekt, nawet nie ukończony, nadal jest własnością Microsoft. Taka sytuacja miała miejsce, gdy twórcy jednej z „dzikich” odmian Longhorna musieli zaprzestać prac nad projektem zgodnie z żądaniami Microsoft.